# Registre foncier
Le registre foncier est un service public chargé de donner l'état des droits en relation avec les immeubles. Il retrace ainsi l’historique des transactions et des droits réels sur une propriété immobilière.

## Par pays

### Québec (Canada)
Au Québec, la publicité foncière repose sur les divisions cadastrales qui sont faites depuis des siècles par les arpenteurs-géomètres. Le territoire du Québec est divisé en lots et un numéro est attribué par le Cadastre, un autre registre public tenu par le ministère des Ressources naturelles et des Forets. Il est possible à toute personne de consulter la fiche de l'immeuble avec ce numéro de lot. L'ensemble des fiches répertoriant les transactions qui ont eu lieu sur un immeuble s'appelle l’Index des immeubles d’une circonscription foncière donnée.

### Suisse
En Suisse, le registre foncier est prévu par les articles 942 et suivants du Code civil suisse. Le registre foncier en Suisse est directement en lien avec la Mensuration officielle qui décrit notamment les limites des biens fonds (Parcelle (immeuble), DDP (Droit Distinct et Permanent), Mines, Point limite). Le registre foncier donne également des renseignements sur le propriétaire de la parcelle et l'état descriptif des immeuble, ainsi que la liste des servitudes par immeuble.